# Ориндж-Бич

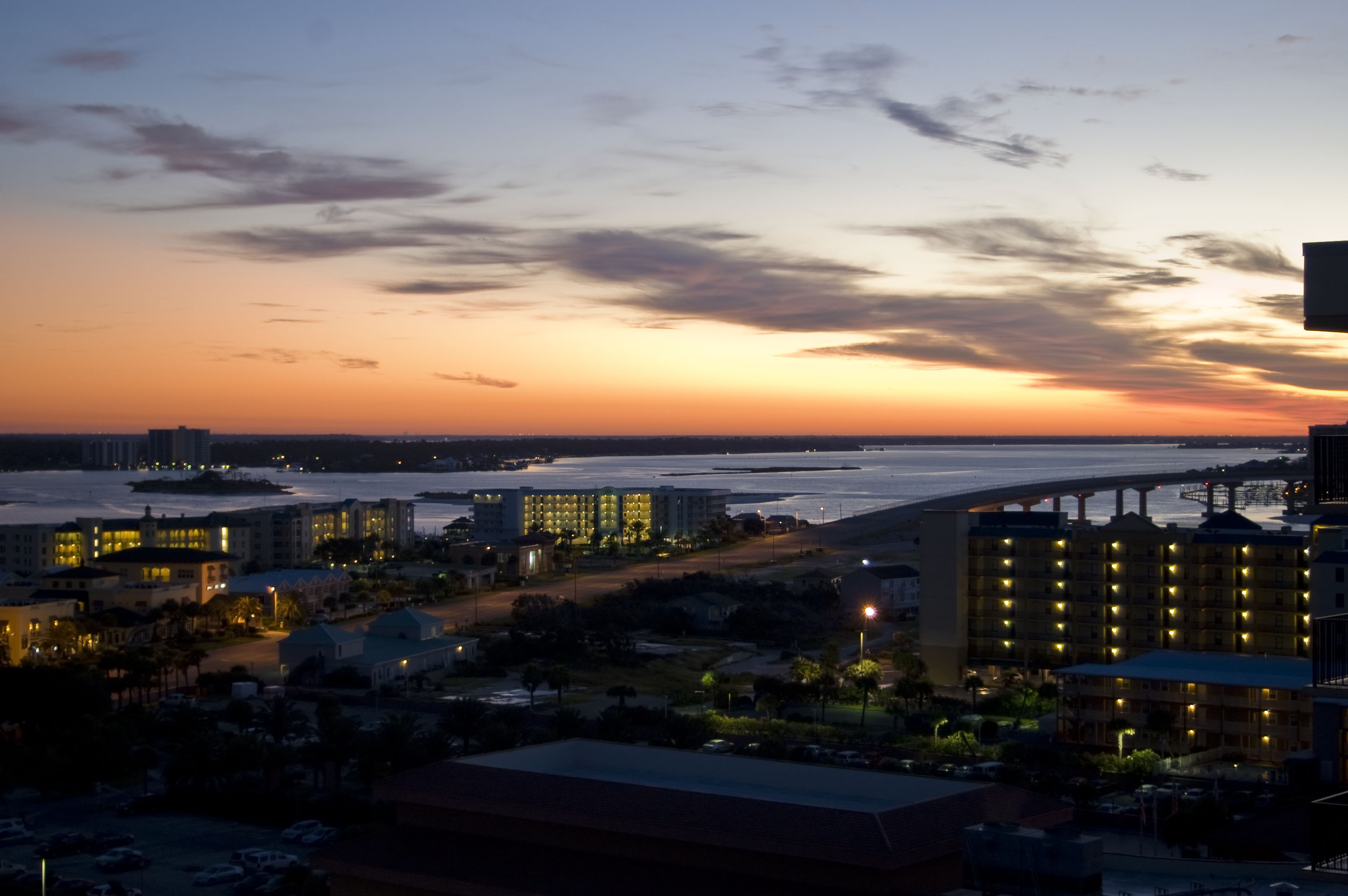
Фото 2009 года

Ориндж-Бич (букв. Оранжевый Пляж; англ. Orange Beach) — небольшой город в округе Болдуин, штат Алабама, Соединённые Штаты Америки. Расположен на крайнем юге штата, в прибрежной рекреационной зоне Мексиканского залива. Славится снежно-белым песком, часто страдает от ураганов. Одним из самых разрушительных был ураган Иван в 2004 году. По переписи 2010 года население города составило 5441 человек, по переписи 2000 года — 3784 человека. Быстро растёт за счёт роста нового курортного жилья (в основном кондоминиумы и виллы). К примеру, в конце 2000-х годов в городе был построен жилой комплекс, два здания из которого высотой 115 и 93 метра заняли 7-е и 12-е места, соответственно, в списке самых высоких зданий Алабамы.
Город входит в состав статистической микрополии Дафни-Фэрхоуп-Фоули.

## Климат
Ориндж-Бич имеет влажный субтропический климат с мягкой или теплой влажной зимой и жарким и влажным летом.

## Демография
По данным переписи населения  2010 года насчитывалось 5 441 человек, 2 492 домашнего хозяйства и 1 544 семей, проживающих в городе. Плотность населения была 370 человек на квадратную милю (140 / км 2 ). Также было 11 726 единиц жилья в средней плотности 737,5 за квадратную милю (284,8 / км 2 ). Расовый состав города был такой: белые 94,3% , черные или афроамериканцы 0,6% , коренные американцы 0,7% , азиаты 0,8% , 1,4% представителем других рас, 2,6% населения составляли латиноамериканцы.
Существовали 2492 домашних хозяйства, из которых 21,6% имели детей в возрасте до 18 лет, проживающих с ними, 50,2% были женатыми парами , 7,5% семей женщины проживали без мужей, а 38,0% не имели семьи, 10,8% это одинокие люди 65 лет и старше. 
В городе население составляло 18,7% в возрасте до 18 лет, 6,7% от 18 до 24 лет, 23,7% от 25 до 44 лет, 31,7% от 45 до 64 лет и 19,2% в возрасте 65 лет и старше. Средний возраст составлял 45,5 года. На каждые 100 женщин приходилось 98,8 мужчин. На каждые 100 женщин в возрасте 18 лет и старше насчитывалось 96,1 мужчин. Средний доход семьи в городе составлял 66 656 долларов, а средний доход семьи - 69 964 доллара. Средний доход мужчин составлял 54 806 долларов против 47 019 долларов у женщин. Доход на душу населения в городе составлял 40 153 долларов. Около 1,2% семей и 3,0% населения были ниже черты бедности , в том числе 0,0% из них моложе 18 лет и 2,8% тех, кто в возрасте 65 лет и старше.

## Спорт
В городе Ориндж-Бич проводится множество спортивных мероприятий и турниров в комплексе Orange Beach Sportsplex . Sportsplex, расположенный к северу от парка штата Галф и недалеко от пристани, включает в себя футбольный стадион на 1500 мест. На объекте также есть несколько полей для бейсбола и софтбола.  
Sportsplex неоднократно принимал женский футбольный турнир SEC, в дополнение к мужскому и женскому футбольному турниру NCAA Division II. Этот объект когда-то служил домом для Алабамской молнии Североамериканской футбольной лиги. 
Колесо обозрения высотой 112 футов (34 м) расположено у пристани в Ориндж-Бич. 
Orange Beach является домом для бегового клуба Orange Beach, который собирается каждый вечер понедельника, чтобы пробежать 5 км.

## Образование
Ориндж-Бич является частью системы государственных школ округа Болдуин . Начальная школа Ориндж-Бич - единственная школа города, которая обслуживает учащихся от детского сада до шестого класса. Учащиеся седьмого и восьмого классов посещают среднюю школу Галф-Шорс, а учащиеся девятого-двенадцатого классов - среднюю школу Галф-Шорс в соседнем Галф-Шорс, штат Алабама . Новые средние и старшие классы школы на Канал-роуд планируется открыть в 2019 году.
Колумбийский Южный университет - это частный онлайн-университет, расположенный в Ориндж-Бич, с кампусом в Ориндж-Бич на Канал-роуд и более крупным кампусом на дороге Бич-Экспресс.

## Отдых
Orange Beach предлагает широкий выбор возможностей для семейного пляжного отдыха, от квартир прямо на пляже до жилья через улицу, также существует круизы с дельфинами, развлекательные центры с теннисными и баскетбольными площадками, поля для гольфа, пляжные домики и все остального.
Для развлечения местные жители и гости направляются на острова Ориндж-Бич, состоящие из острова Птиц, острова Робинзона, острова Гилкрист и острова Уокер. Все 4 острова перевала Пердидо расположены в нескольких минутах друг от друга. Нет безопасного способа добраться до островов Ориндж-Бич пешком, а течения делают плавание небезопасным. Лучший способ добраться до островов Ориндж-Бич - на лодке, каяке, байдарке или водном мотоцикле.